# Amsa
Amsa est un village du Cameroun situé dans le département du Mayo-Tsanaga et la Région de l'Extrême-Nord, à proximité de la frontière avec le Nigeria. Il fait partie de la commune de Mogodé.

## Population
Lors du recensement de 2005 on y dénombrait 1 323 habitants.
C'est pratiquement la seule localité où l'on parle le hya, une langue tchadique en voie d'extinction.
L'activité des forgerons d'Amsa constitue un attrait touristique de la région.